# Kuntisuyu
Kuntisuyu eller Contisuyu var den sydøstlige provinsregion i Inkariget.